# Kyrktjärnen (Ytterhogdals socken, Hälsingland)
Kyrktjärnen är en sjö i Härjedalens kommun i Hälsingland och ingår i Ljusnans huvudavrinningsområde.